# Notodden FK
Notodden FK is een Noorse voetbalclub uit Notodden in de fylke Telemark. De club werd op 3 november 1999 opgericht en speelt zijn wedstrijden op het Notodden Idrettspark in Notodden. De traditionele kleur van de vereniging is blauw. 

## Geschiedenis
De club is ontstaan na een fusie tussen SK Snøgg en Heddal IL in 1999. Het startte in 2001 in de 3. divisjon, de vierde klasse van het Noorse voetbal. In 2006 lukte het de club om voor het eerst in haar bestaan te promoveren naar de 1. divisjon. De blauw-witten verbleven er drie seizoenen, maar moesten toen opnieuw degraderen naar de 2. divisjon. In 2010 streed Notodden lang voor de titel, maar moest die uiteindelijk afstaan aan Asker. Een jaar later lukte het de club opnieuw om naar het tweede voetbalniveau te promoveren, maar dat avontuur duurde slechts één seizoen.
Na jaren in de middenmoot van het derde niveau te hebben gebivakkeerd, eindigde Notodden in het seizoen 2017 als tweede in groep 2, waardoor de club play-offwedstrijden afdwong. In de eerste ronde werd over twee wedstrijden Raufoss IL verslagen. In de finale tegen Fredrikstad FK, de herkanser van de 1. divisjon, eindigde de uitwedstrijd in 0-0, waarna de allesbeslissende wedstrijd in Notodden met 5-3 gewonnen werd. Na 28 minuten stond Notodden al met 4-0 voor. Door de zege promoveerde Notodden weer terug naar het tweede niveau van Noorwegen. 
In het seizoen van terugkeer kon Notodden zich redelijk simpel handhaven, maar in 2019 verloor Notodden de promotie-degradatie wedstrijden tegen Åsane Fotball (1-3, 2-2) en degradeerde het weer naar de 2. divisjon.

## Eindklasseringen
| Seizoen | №  | Clubs | Divisie     | Duels | Winst | Gelijk | Verlies | Doelsaldo | Punten | Tsch |
| ------- | -- | ----- | ----------- | ----- | ----- | ------ | ------- | --------- | ------ | ---- |
| 2011    | 1  | 14    | 2. divisjon | 26    | 22    | 2      | 2       | 79–23     | 68     | ??   |
| 2012    | 15 | 16    | 1. divisjon | 30    | 6     | 4      | 20      | 38–71     | 22     | 709  |
| 2013    | 3  | 14    | 2. divisjon | 26    | 13    | 3      | 10      | 48–34     | 42     | ??   |
| 2014    | 5  | 14    | 2. divisjon | 26    | 15    | 3      | 8       | 50–42     | 48     | ??   |
| 2015    | 5  | 14    | 2. divisjon | 26    | 13    | 6      | 7       | 68–43     | 45     | ??   |
| 2016    | 3  | 14    | 2. divisjon | 26    | 13    | 6      | 7       | 55–35     | 45     | ??   |
| 2017    | 2  | 14    | 2. divisjon | 26    | 17    | 3      | 6       | 53–26     | 54     | ??   |
| 2018    | 12 | 16    | 1. divisjon | 30    | 10    | 6      | 14      | 36–40     | 36     | 669  |
| 2019    | 14 | 16    | 1. divisjon | 30    | 6     | 7      | 17      | 35–53     | 25     | 509  |
| 2020    | 9  | 14    | 2. divisjon | 13    | 5     | 1      | 7       | 16–24     | 16     | ??   |
| 2021    | 6  | 14    | 2. divisjon | 26    | 11    | 6      | 9       | 53–43     | 39     | ??   |
| 2022    | 11 | 14    | 2. divisjon | 24    | 6     | 6      | 12      | 29-45     | 23     | ??   |
| 2023    | 5  | 14    | 2. divisjon | 26    | 11    | 6      | 9       | 41-38     | 36     | ??   |
| 2024    |    | 14    | 2. divisjon |       |       |        |         |           |        |      |